# Hiroki Yanagita
Hiroki Yanagita (柳田大輝?, Hiroki Yanagita; Tatebayashi, 25 luglio 2003) è un velocista giapponese, vincitore della medaglia d'oro ai campionati asiatici nei 100 metri piani nel 2023.

## Progressione

### 100 metri piani
| Stagione | Misura | Luogo   | Data      | Rank. Mond. |
| -------- | ------ | ------- | --------- | ----------- |
| 2023     | 10"02  | Bangkok | 14-7-2023 |             |
| 2022     | 10"15  | Cali    | 2-8-2022  |             |
| 2021     | 10"22  | Osaka   | 24-6-2021 |             |
| 2020     | 10"27  | Tokyo   | 23-8-2020 |             |

## Palmarès
| Anno | Manifestazione               | Sede      | Evento      | Risultato  | Prestazione | Note                                     |
| ---- | ---------------------------- | --------- | ----------- | ---------- | ----------- | ---------------------------------------- |
| 2021 | World Relays                 | Chorzów   | 4×100 m     | Argento    | 39"42       | [ 1 ] [ 2 ]                              |
| 2022 | Mondiali U20                 | Cali      | 100 m piani | 6º         | 10"24       | [ 3 ] [ 4 ]                              |
| 2022 | Mondiali U20                 | Cali      | 4x100 m     | Oro        | 39"35       | [ 5 ]                                    |
| 2023 | Campionati asiatici          | Bangkok   | 100 m piani | Oro        | 10"02       | Miglior prestazione personale            |
| 2023 | Mondiali                     | Budapest  | 100 m piani | Semifinale | 10"14       | [ 6 ]                                    |
| 2023 | Mondiali                     | Budapest  | 4x100 m     | 5º         | 37"83       | [ 7 ] [ 8 ]                              |
| 2024 | Giochi olimpici              | Parigi    | 4×100 m     | 5º         | 37"78       |                                          |
| 2025 | Campionati asiatici          | Gumi      | 100 m piani | Oro        | 10"20       | Miglior prestazione personale stagionale |
| 2025 | Giochi mondiali universitari | Reno-Ruhr | 100 m piani | Bronzo     | 10"23       |                                          |

## Campionati nazionali
2020
- 7º ai campionati giapponesi (Niigata), 100 m piani - 10"43

2021
- 7º ai campionati giapponesi (Osaka), 100 m piani - 10"41

2022
- Bronzo ai campionati giapponesi (Osaka), 100 m piani - 10"19

2023
- Argento ai campionati giapponesi (Osaka), 100 m piani - 10"13